# Macodes
Macodes (лат.) — род растений семейства Орхидные (Orchidaceae), естественно произрастающий на территории нескольких стран Юго-Восточной Азии.
Некоторые представители рода являются «драгоценными орхидеями» — термин, используемый для описания орхидей, чья декоративная ценность сконцентрирована преимущественно в листьях, а не в цветах.

## Ботаническое описание

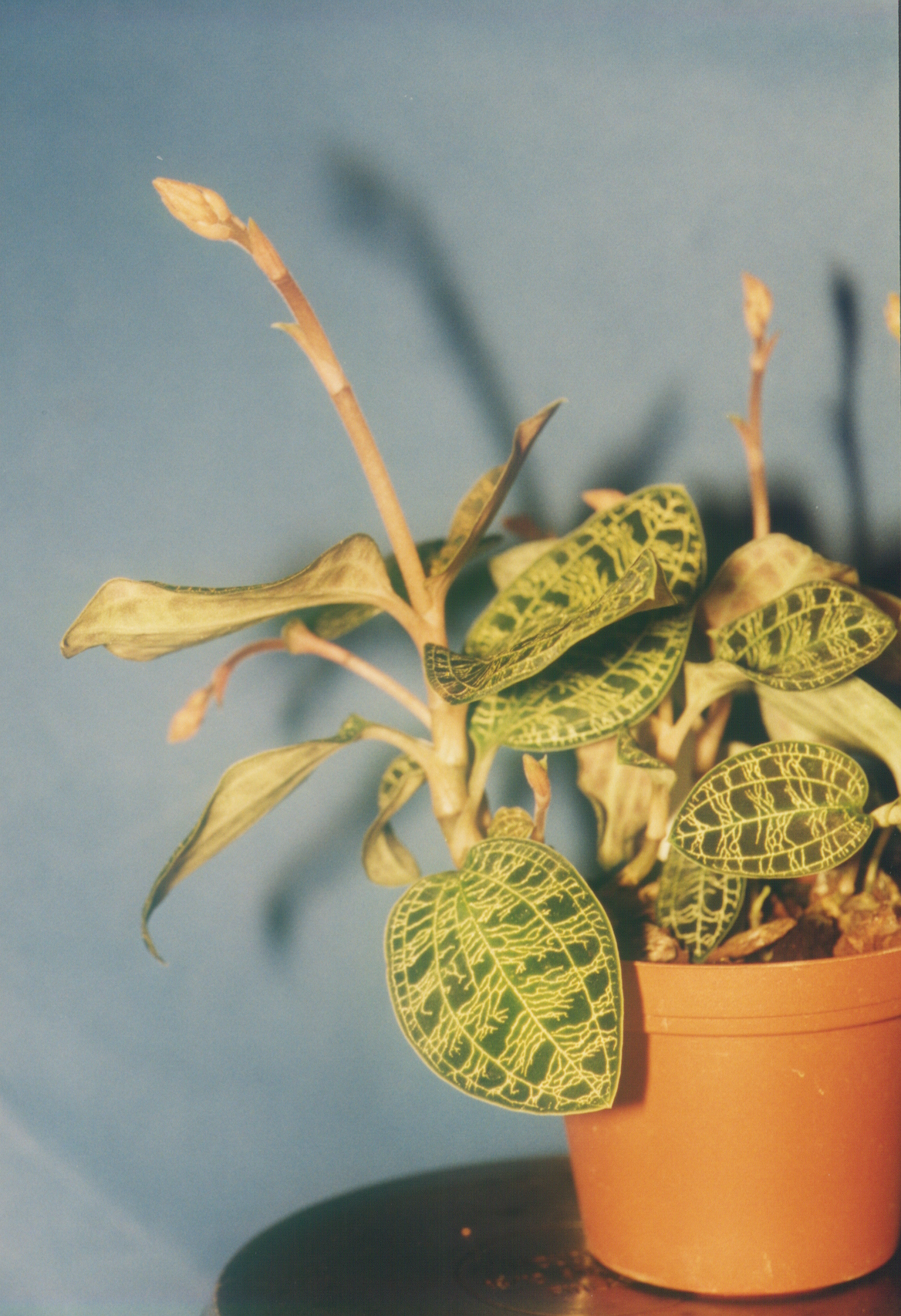
В культуре

Это симподиальные растения, которые могут быть эпифитными или наземными. У них удлиненные стебли. Листья немногочисленные, голые, плоские, изогнутые. Соцветие верхушечное и представлено в виде кисти. Цветки мелкие, коричневого цвета с белой губой. Чашелистики свободные. Лепестки также свободные, обычно примерно одинаковой длины с спинными чашелистиками и обычно сливаются у вершин. Губа не имеет отпора, остается неподвижной и асимметричной.

## Распространение
Калимантан, Ява, Новая Гвинея, Филиппины, Соломоновы острова, Сулавеси, Суматера, Таиланд, Вануату, Вьетнам.
Представители рода произрастают на низких и средних высотах в дождевых лесах.

## Таксономия
Род тесно связан с другими родами орхидей, такими как Ludisia и Goodyera.

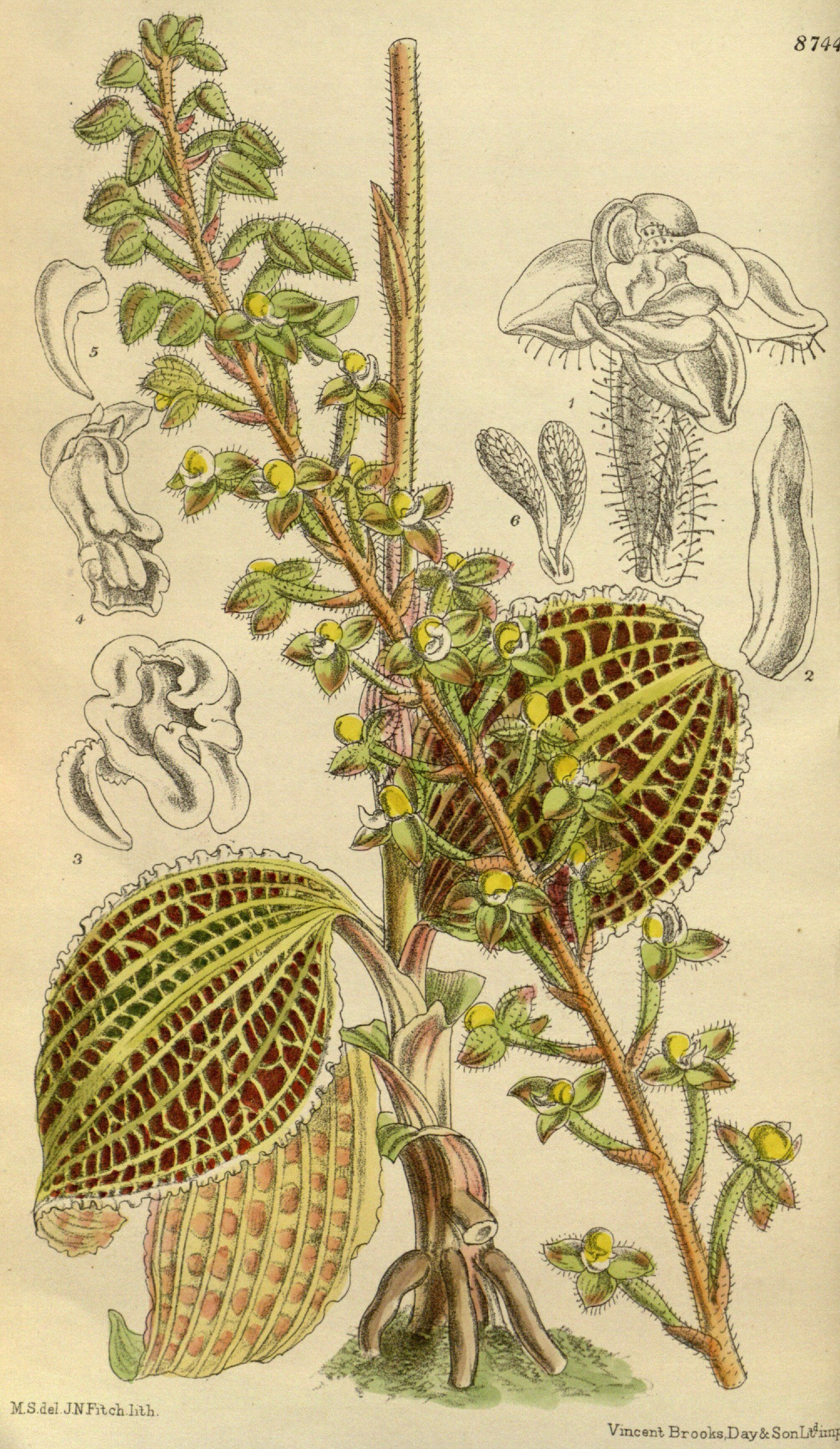
Ботаническая иллюстрация Macodes sanderiana

Macodes (Blume) Lindl., первое упоминание в Gen. Sp. Orchid. Pl. : 496 (1840).

### Синонимы
- Argyrorchis Blume
- Pseudomacodes Rolfe

### Виды
Согласно данным сайта WFO Plantlist на июнь 2023 года, род состоит из 11 видов:
- Macodes angustilabris J.J.Sm.
- Macodes celebica Rolfe
- Macodes cominsii Rolfe
- Macodes cupida Ormerod
- Macodes dendrophila Schltr.
- Macodes limii J.J.Wood & A.L.Lamb
- Macodes megalantha Ormerod
- Macodes obscura Schltr.
- Macodes petola (Blume) Lindl.typus
- Macodes pulcherrima Schltr.
- Macodes sanderiana Rolfe